# Charles Quef
Charles Paul Florimond Quef (Lilla, 1º novembre 1873 – Parigi, 2 luglio 1931) è stato un organista e compositore francese.

## Biografia
Dopo aver completato i suoi studi musicali al Conservatorio di Lilla, Quef si recò a Parigi per iscriversi al Conservatoire national supérieur, dove perfezionò la sua tecnica organistica sotto la guida di Charles-Marie Widor, Louis Vierne e Alexandre Guilmant.
Dal 1892 al 1893 fu organista della Chiesa di Saint-Nicolas-des-Champs; poi dal 1895 al 1898 della Chiesa di Sainte-Marie des Batignolles, che era dotata allora di un organo Stoltz con 36 registri. Nel 1898 venne nominato organista della chiesa di Saint-Laurent, sempre a Parigi. Nel novembre 1901, dopo esserne stato assistente, succedette a Guilmant come organista della Chiesa de la Sainte-Trinité per mantenere il posto fino alla sua morte. La sua nomina avvenne tuttavia in un modo ritenuto scandaloso, tanto da costargli tutta la sua carriera successiva. Guilmant infatti venne forzato alle dimissioni poiché aveva rifiutato di firmare la dichiarazione necessaria per il termine dei lavori effettuati dalla ditta Merklin sull'organo della chiesa durante la sua assenza. Effettivamente lo strumento, un Cavaillé-Coll tra i più rinomati dell'epoca, subì numerose modifiche che ne alterarono in peggio le sue qualità sonore. Per ottenere il posto del maestro, Quef accettò di firmare in sua vece, fatto che gli costò per tutta la vita il biasimo del pubblico e paralizzò di fatto la sua carriera.